# Igor Gluščević
Igor Gluščević (Budva, 30 de março de 1974) é ex-futebolista iusgoslávio, que atuava como atacante. .

## Carreira
Gluščević teve seu melhor momento na carreira, na sua ótima passagem pelo FC Utrecht, onde atuou de 2000 a 2003. Pelo clube holandês, ficou em terceiro na lista de goleadores da Eredivisie na temporada 2000/2001.